# Велко Илиев
Велко Илиев е български иконописец и дърворезбар от Възраждането, представител на Дебърската художествена школа, работил предимно във Врачанска епархия – Оряховското, Врачанското и Плевенското църковно окръжие, в последната четвърт на XIX век и началото на XX век.

## Биография
Роден е в голямото мияшко село Тресонче, Дебърско. Братята му Нестор Илиев и Мирон Илиев също са зографи. Заедно с братята си се заселва в Оряхово.

### Във Врачанска епархия
Велко Илиев работи в църквите във Врачанско. Във „Въпросника за изучаване на архитектурата, църковната живопис и скулптурата на всичките църкви в Княжеството, в които се извършва богослужение“ съставен от митрополит Константин Врачански по искане на Министерство на външните работи и на изповеданията през 1893 година Велко Илиев е посочен като иконописец на 21 от всичките 110 храма във Врачанската епархия, а в 5 от тях прави и дърворезбата. Осем от храмовете изписва заедно с брат си Мирон.
Пръв от тези храмове е „Свети Георги“ в Долна Бешовица, строен през 1870 година, където освен зографията Велко Илиев прави и дърворезбите. Около 1880 година изписва църквата „Свети Архангел Михаил“ в Синьо бърдо, разрушена в 1964 година за построяване на училището. Вероятно 1883 година започва иконописта в няколко храма, завършени през тази година – „Свети Георги“ в Долни Вадин, „Св. св. Кирил и Методий“ в Добролево, „Света Параскева“ в Попица.
На 3 юли 1884 година архимандрит Константин, управляващ Врачанската епархия му издава следното свидетелство:
| „ | Г-н Велко Илиев - живописец от Рахово по наше поручение е изображавал иконите на църквите: Вадинска, Добролевска, Попишка и част от Оряховската, всичката тая работа майстор Велко е извършил с особено присърдце и доста сполучливо, умерен се показа и в цените... На основание на това селата от богоспасаемата Врачанска Епархия, които си правят нови църкви или же които биха пожелали да си обноват иконите, свободно могат да са отнесат до поменатия майстор Велка, от работата на когото ще останат благодарни. | “ |

Вероятно в 1884 година поема зографията в няколко храма: „Възнесение Господне“ в Баница, „Свети Атанасий“ в Галатин заедно с брат си Мирон, „Света Параскева“ в Джурилово, „Света Параскева“ в Осен, „Свети Архангел Михаил“ в Търнак и „Успение Богородично“ в Хърлец. Велко Зограф е посочен във „Въпросника“ и като иконописец и на завършената през 1885 година църква „Св. св. Кирил и Методий“ в Блъсничево, разрушена в 1989 година и възстановена в 2019 година.
- Икони на Велко Илиев
- „Коронясване на Света Богородица“, „Св. св. Кирил и Методий“ в Липница
- „Св. св. Кирил и Методий“, „Възнесение Господне“ в Баница
- „Св. св. Кирил и Методий“, „Света Параскева“ в Нивянин
- „Св. св. Кирил и Методий“, „Света Параскева“ в Попица

### В Румъния
През есента на 1889 година работи с брат си Мирон и с калфата си Саве Попбожинов в църквата „Свети Николай“ в Куманка, Каракалско. През пролетта на 1890 година Мирон Илиев се връща в Оряхово, откъдето с Григор Пачаров заминават за Македония. А Велко Илиев, Саве Попбожинов и Мелетий Божинов изрисуват църквата в село Катен. През есента Мирон и Григор се връщат и заедно с другите трима заминават за Влашко и изписват църквата „Свети Николай“ в село Вълчеле.

### Във Врачанска епархия
Вероятно в 1890 година поема зографията на няколко храма във Врачанска епархия, завършени в тази година и споменати във „Въпросника“: „Свети Георги“ във Вировско, „Свети Безсребреници“ във Враняк, „Св. св. Кирил и Методий“ в Липница. В 1892 година Велко Илиев и Мелетий Божинов рисуват иконите на църквата „Свети Лука“ в Търнава.
- Царски икони от „Свети Лука“ в Търнава, 1890 година
- „Света Богородица“, подписана 1890 Г. М. 7 Д. 15 изъ руки В. Илиевъ
- „Свети Стефан“
- „Свети Лука“
- „Свети Йоан Кръстител“, датирана 1890 Г.
- „Архангел Михаил“, датирана 1890 Г.
- „Иисус Христос“, подписана 1890 Г. исъ ру. В. Илиевъ

- Стенописи от „Свети Лука“ в Търнава, 1891 година
- „Възнесение“
- Ктиторски надпис М. ІУНІЙ. 1891:Г. ресувалъ В. И.
- „Свети Лука“
- „Свети Марк“
- „Свети Матей“

В 1893 година Мирон Илиев работи в „Свети Георги“ в Луковит с помощниците си и Максим Ненов. Там изписват купола и поправят икони.
През есента на 1893 година тайфата на Мирон Илиев работи в „Света Троица“ Карлуково. Работят и в „Света Троица“ в Мездрея (1893). По-късно Мирон Илев работи в старата църква в Оряхово, където преправя лозите, позлатява резбите и рисува стенописи.
През есента на 1894 година Мирон, Мелетий и Саве отиват в Червен бряг, а Велко и Григор след като завършват работата в църквата „Свети Спас“ в Бутан, се присъединяват към тях и рисуват икони и стенописи в Червен бряг. След това Мирон Илиев работи с тайфата си в Реселец и изрисува всички икони и стенописи в църквата „Свети Георги“. На следната 1895 година работят в „Успение Богородчно“ в Габаре и после се връщат у дома в Дебърско.
- Икони и стенописи от „Свети Спас“ в Бутан, 1894 година
- „Свети Николай спасява три девици“
- „Св. св. Кирил и Методий“
- „Христос Вседържител“
- „Възнесение Христово“
- „Свети Йоан Кръстител“
- „Свети Йоан Богослов“
- „Света Богородица“
- „Свети Николай“
- „Архидякон Стефан“
- „Иисус Христос“

На следната 1895 година отново са в Оряхово и работят икони за различни църкви. Според „Въпросника“ Велко Илиев поема зографията на завършената в същата година църква „Света Параскева“ в Алтимир. Около 1896 година работят заедно с брат си Мирон иконописта и дърворезбите в храма „Света Троица“ в Крушовица, построен в същата година. В 1897 година работят в църквата „Света Троица“ на село Радиненец и обикалят из Плевенско.
- Стенописи от „Света Параскева“ в Алтимир, 1898 - 1901 година

- Икони от „Света Троица“ в Крушовица, около 1896 година

На следната 1898 година Мирон Илиев, Велко Илиев, Григор Пачаров и Мелетий Божинов рисуват в църквата на Бреница „Възнесение Господне“ и в „Света Троица“ в Липен. В 1899 година работят в църквата на Криводол „Света Троица“, а на следната 1900 – в „Успение Богородично“ в Малорад.
Авторитетът на Велко Илиев като иконописец е видим от факта, че на 30 юни 1897 година митрополит Натанаил Пловдивски изпраща до митрополит Константин Врачански писмо с молба да му изпрати някой добър живописец, тъй „като се научихме, че в Богоспасяемата ви Епархия се намирал някой такъв“, на което на 18 юли 1897 година архимандрит Илия слага резолюция: „Да се пише още днес на Майстор Велко в гр. Оряхово, който да побърза за споразумение със Св. Пловдивска Митрополия и да се съобщи на Н. Преосв. Святопловдивски Натанаил, че е писано потребното на Майстор Велко зографина в Оряхово.“ Велко Илиев рисува икони за „Света Параскева“ във Видраре.
В 1908 година дорисува живописта в новопостроената част на църквата на Черепишкия манастир – в купола и в удължената на запад част. Надписът гласи „Новия живописъ е изписанъ въ 1908 год. въ времето на игумена Іеромонах х Митодія“. Велко се е подписал на олтарната икона на Исус Христос „Даромъ изписалъ В. Илиев Зографъ 1908 год.“